# Solo Piano (album de Philip Glass)
Pour les articles homonymes, voir Solo Piano (homonymie).
 (août 2022).
La mise en forme du texte ne suit pas les recommandations de Wikipédia : il faut le « wikifier ».
Les points d'amélioration suivants sont les cas les plus fréquents. Le détail des points à revoir est peut-être précisé sur la page de discussion.
- Les titres sont pré-formatés par le logiciel. Ils ne sont ni en capitales, ni en gras.
- Le texte ne doit pas être écrit en capitales (les noms de famille non plus), ni en gras, ni en italique, ni en « petit »…
- Le gras n'est utilisé que pour surligner le titre de l'article dans l'introduction, une seule fois.
- L'italique est rarement utilisé : mots en langue étrangère, titres d'œuvres, noms de bateaux, etc.
- Les citations ne sont pas en italique mais en corps de texte normal. Elles sont entourées par des guillemets français : « et ».
- Les listes à puces sont à éviter, des paragraphes rédigés étant largement préférés. Les tableaux sont à réserver à la présentation de données structurées (résultats, etc.).
- Les appels de note de bas de page (petits chiffres en exposant, introduits par l'outil «  Source ») sont à placer entre la fin de phrase et le point final[comme ça].
- Les liens internes (vers d'autres articles de Wikipédia) sont à choisir avec parcimonie. Créez des liens vers des articles approfondissant le sujet. Les termes génériques sans rapport avec le sujet sont à éviter, ainsi que les répétitions de liens vers un même terme.
- Les liens externes sont à placer uniquement dans une section « Liens externes », à la fin de l'article. Ces liens sont à choisir avec parcimonie suivant les règles définies. Si un lien sert de source à l'article, son insertion dans le texte est à faire par les notes de bas de page.
- La présentation des références doit suivre les conventions bibliographiques. Il est recommandé d'utiliser les modèles {{Ouvrage}}, {{Chapitre}}, {{Article}}, {{Lien web}} et/ou {{Bibliographie}}. Le mode d'édition visuel peut mettre en forme automatiquement les références.
- Insérer une infobox (cadre d'informations à droite) n'est pas obligatoire pour parachever la mise en page.

Pour une aide détaillée, merci de consulter Aide:Wikification.
Si vous pensez que ces points ont été résolus, vous pouvez retirer ce bandeau et améliorer la mise en forme d'un autre article.
Solo Piano (1989) est un album de musique pour piano composé et interprété par Philip Glass, et produit par Kurt Munkacsi.
Cinq des sept morceaux ont un titre, Metamorphosis, faisant référence à la nouvelle La Métamorphose de Franz Kafka. Tous ces morceaux ont été composés en  1988, certains pour une mise en scène et d'autres comme bande sonore pour le film documentaire de 1988 The Thin Blue Line réalisé par Errol Morris. "Mad Rush" a été écrit en 1979 et est basé sur une pièce d'orgue antérieure. Il a été utilisé par les chorégraphes Lucinda Childs et Benjamin Millepied. Le titre de la dernière composition, Wichita Vortex Sutra fait référence au poème éponyme d'Allen Ginsberg, écrit en 1966. Les deux artistes ont collaboré à la composition de ce morceau, pensé à la fois comme accompagnement à la lecture et l'enregistrement du poème.
"Metamorphosis One" est utilisé dans un épisode  Battlestar Galactica. Dans le celui-ci le morceau a été composé et interprété par le père de Kara "Starbuck" Thrace.
Il est également utilisé dans l'épisode finale de la série Person of Interest, Return 0.
"Metamorphosis Two" a formé la base de l'un des principaux thèmes musicaux du film The Hours. Le groupe de rock américain Pearl Jam l'utilise également comme introduction à leurs concerts.

## Titres
Tous les morceaux ont été composés et arrangés par Philip Glass.
1. "Metamorphosis One" - 5:41
2. "Metamorphosis Two" - 7:22
3. "Metamorphosis Three" - 5:33
4. "Metamorphosis Four" - 7:01
5. "Metamorphosis Five" - 5:10
6. "Mad Rush" - 13:48
7. "Wichita Vortex Sutra" - 6:53